# Челе Еномондо
Чѐле Еномо̀ндо (на италиански: Celle Enomondo; на пиемонтски: Sele, Селе) е село и община в Северна Италия, провинция Асти, регион Пиемонт. Разположено е на 234 m надморска височина. Населението на общината е 481 души (към 2010 г.).